# Valea, Bistrița-Năsăud
Valea este un sat în comuna Urmeniș din județul Bistrița-Năsăud, Transilvania, România. La recensământul din 2002 avea o populație de 35 locuitori.